# François Fiedler
François Fiedler, rodným jménem Ferenc Fiedler (15. únor 1921, Košice – 21. říjen 2001, Saint-Germain-Laval) byl slovensko-maďarsko-francouzský malíř, jeden z nejvýznamnějších malířů ve skupině Aimé Maeght.
Pocházel z rodiny slovenských Maďarů. Ta se rozhodla po podpisu Trianonské smlouvy pro život v Maďarsku a přestěhovala se do Nyireghyze.
Po dosažení titulu z výtvarného umění na Akademii v Budapešti, kde byl žákem Istvána Szőnyiho (později i jeho asistentem) se Fiedler v roce 1946 přestěhoval se svou první ženou do Paříže. Jeho manželka však o 6 měsíců později zemřela a Fiedler zůstal sám v zemi, v níž neměl žádné přátele a jejíž řeč ovládal jen velmi málo. Aby se uživil, maloval pro muzea oficiální kopie slavných obrazů.
V roce 1950 se na něj usmálo štěstí, když jeho tvorbu objevil Joan Miró v malé pařížské galerii a byl jí doslova ohromen. Z umělců se stali dobří přátelé a dokonce pracovali v jednom ateliéru. Právě Miró dal Fiedler přezdívku "malíř světel" a představil jeho tvorbu slavnému sběrateli a obchodníkovi s uměním Aimé Maeghtovi, který zastupoval v té době největší umělce té doby - Giacomettiho, Bracha, Césara, Ubaca, Tal-Coata, Miróa i Chagalla.
Během své dlouhé kariéry François pravidelně vystavoval individuálně nebo s nejvýznamnějšími současníky v rámci skupiny Maeght. Po smrti Aimé Maeghta si Fiedlera vzal pod patronát známý pařížský fotograf Daniel Kramer a pokračoval v podpoře umělcových maleb.
Fiedler po své smrti v roce 2001 zanechal různorodé a velké skupiny prací, včetně desítek olejomaleb, monotypů a litografii. Jeho díla jsou vystavovány v nejprestižnějších muzeích a galeriích po celém světě, včetně Maeght Fondation v Paříži nebo Guggenheimova muzea v New Yorku.